# 4-я дивизия авианосцев (Япония)
4-я дивизия авианосцев (яп. 第四航空戦隊 Дай ён ко: ку: сэнтай) — подразделение военно-морского флота Японии периода Второй мировой войны.

## Подчинение
- Объединённый флот (1 декабря 1937 — 1 августа 1938);
- 1-й воздушный флот (1 апреля 1941 — 14 июля 1942);
- 3-й флот (1 мая — 15 декабря 1944);
- 2-й флот (15 декабря 1944 — 1 марта 1945).

## Организация дивизии
- линкор «Хюга» (1 мая 1944 — 1 марта 1945)
- линкор «Исэ» (1 мая 1944 — 1 марта 1945)
- тяжёлый авианосец «Дзюнъё» (3 мая — 14 июля 1942, 15 — 24 октября 1944)
- лёгкий авианосец «Рюдзё» (1 апреля 1941 — 14 июля 1942)
- лёгкий авианосец «Сёхо» (1 апреля — 7 мая 1942)
- лёгкий авианосец «Рюхо» (15 — 24 октября 1944)
- эскортный авианосец «Тайё» (10 декабря 1941 — 1 апреля 1942)
- гидроавианосец «Ноторо» (1 декабря 1937 — 1 августа 1938)
- гидроавианосец «Кинугаса Мару» (1 декабря 1937 — 1 августа 1938)
- 3-й дивизион эсминцев
  - эсминец «Сиокадзэ» (11 августа 1941 — 1 апреля 1942)
  - эсминец «Хокадзэ» (11 августа 1941 — 1 апреля 1942)
- 634-я группа морской авиации (1 мая — 15 октября 1944)

## Командиры
- контр-адмирал Томосигэ Самэдзима (1 декабря 1937 — 1 августа 1938)
- контр-адмирал Торао Кувабара (10 апреля — 1 сентября 1941)
- контр-адмирал Какудзи Какута (1 сентября 1941 — 14 июля 1942)
- контр-адмирал Мацуда Тиаки (1 мая 1944 — 1 марта 1945)